# 카타니아 광역시

카타니아 광역시의 위치

카타니아 광역시(이탈리아어: Città metropolitana di Catania)는 이탈리아 시칠리아에 위치한 광역시로 중심 도시는 카타니아이며 면적은 3,573.68 km2, 인구는 1,116,168명(2014년 11월 30일 기준), 인구 밀도는 310명/km2이다. 2015년 8월 4일을 기해 실시된 행정 구역 개편에 따라 카타니아현에서 카타니아 광역시로 개편되었다.

## 같이 보기
- 카타니아도